# Aleksander Zatorski
Aleksander Zatorski także Izrael Zatorski (ur. 1901, zm. 2 listopada 1984) – pułkownik ludowego Wojska Polskiego, polski historyk wojskowości i ruchu robotniczego, działacz komunistyczny.  

## Życiorys
Urodził się w Warszawie. Od wczesnej młodości był zaangażowany w ruch komunistyczny. Pierwotnie członek lewicowej, żydowskiej Młodzieżowej Organizacji Socjalistycznej Cukunft, w której w latach 1921-1923 zajmował się pracą w środowisku akademickim i szkolnym. Następnie był aktywnym działaczem Związku Młodzieży Komunistycznej w Polsce i  Komunistycznego Związku Młodzieży Polskiej, będąc działaczem centralnego wydziału i kierownikiem sekretariatu związku.   W tym samym okresie wstąpił do Komunistycznej Partii Polski. Od 1930 był sekretarzem okręgowym Okręgu Kielce - Radom oraz członkiem sekretariatu KC polskiej sekcji Międzynarodowej Organizacji Pomocy Rewolucjonistom - tzw. Czerwonej Pomocy w Polsce. Od stycznia 1935 działał w okręgu wileńskim Komunistycznej Partii Zachodniej Białorusi. Za działalność komunistyczną był aresztowany i więziony, po raz pierwszy w latach 1923-1928. W 1936 ponownie aresztowany i więziony w Miejscu Odosobnienia w Berezie Kartuskiej. Od 1937 przebywał w Szwajcarii, 
Od 1939 do 1941 przebywał w Rumunii, zaś w 1941 trafił do Palestyny. Od maja do grudnia 1944 był redaktorem „Biuletynu Wolnej Polski”, organu Związku Patriotów Polskich na Środkowym Wschodzie. Od 1944 do 1947 pracował jako korespondent Polpress-PAP w Jerozolimie.  W maju 1947 powrócił do Polski i wstąpił do PPR.  Od czerwca 1947 do lutego 1950 był kierownikiem redakcji biuletynów dla zagranicy Polskiej Agencji Prasowej. 
W 1950 przeszedł do wyższego szkolnictwa wojskowego i został szefem Katedry Nauk Społecznych i Politycznych Akademii Sztabu Generalnego. Od 1951 był kierownikiem Katedry Historii Polskiego Ruchu Robotniczego Wojskowej Akademii Politycznej im. Feliksa Dzierżyńskiego w Warszawie. Redaktor naczelny pism: „Biuletyn Wojskowej Akademii Politycznej im. F. Dzierżyńskiego” (seria historyczna; 1958–1959) i „Zeszytów Naukowych WAP” (seria historyczna). W 1962 podjął pracę w Zakładzie Historii Stosunków Polsko-Radzieckich w Instytucie Historii Polskiej Akademii Nauk.  W stan spoczynku przeszedł w 1960 roku w stopniu pułkownika, a w 1968 na emeryturę.
Jego zainteresowania naukowe skupiały się wokół problematyki historii polskiego ruchu komunistycznego w okresie II Rzeczypospolitej. Współpracował także z Zakładem Historii Partii przy Komitecie Centralnym PZPR, a od 1971 z Centralnym Archiwum KC PZPR. 
Zmarł 2 listopada 1984 i został pochowany na cmentarzu Wojskowym na Powązkach w Warszawie (kwatera C16-5-14).

## Odznaczenie
- Order Sztandaru Pracy II klasy
- Krzyż Kawalerski Orderu Odrodzenia Polski
- Srebrny Krzyż Zasługi (18 grudnia 1945)[4]
- Medal 10-lecia Polski Ludowej

## Wybrane publikacje
- O Feliksie Dzierżyńskim: w 25 rocznicę śmierci, Warszawa: Wydawnictwo Ministerstwa Obrony Narodowej 1951.
- Materiały archiwalne do historii stosunków polsko-radzieckich, t. 1: Marzec 1917 – listopad 1918, oprac. Aleksander Zatorski, przy współudziale Felicji Kalickiej, Warszawa: „Książka i Wiedza” 1957.
- Wielka socjalistyczna rewolucja październikowa a walka narodu polskiego o wyzwolenie narodowe i społeczne, Warszawa: Państwowe Zakłady Wydawnictw Szkolnych 1960.
- (redakcja) Maria Koszutska „Wera-Kostrzewa”, Pisma i przemówienia, t. 1: 1912–1918, red. Natalia Gąsiorowska, Aleksander Zatorski, Anna Żarnowska, oprac. tekstów A. Zatorski, A. Żarnowska, Warszawa: „Książka i Wiedza” 1961.
- (redakcja) Maria Koszutska „Wera-Kostrzewa”, Pisma i przemówienia, t. 2: 1919–1925, red. Natalia Gąsiorowska, Aleksander Zatorski, Anna Żarnowska, oprac. tekstów i przypisy Aleksander Zatorski, Anna Żarnowska, Warszawa: „Książka i Wiedza” 1961.
- (redakcja) Maria Koszutska „Wera-Kostrzewa”, Pisma i przemówienia, t. 3: 1926–1929, red. Natalia Gąsiorowska, Aleksander Zatorski, Anna Żarnowska, oprac. tekstów i przypisy Aleksander Zatorski, Anna Żarnowska, Warszawa: „Książka i Wiedza” 1962.
- Dzieje Pułku Bielgorodzkiego, 1. polskiego pułku rewolucyjnego w Rosji, Warszawa: Wydawnictwo Ministerstwa Obrony Narodowej 1960.
- Czerwona Pomoc (MOPR) w Polsce w latach 1924–1928, Warszawa: Wydawnictwo Związkowe CRZZ 1966.
- (redakcja) Dokumenty i materialy po istorii sovetsko-pol'skih otnošenij, t. 5: Mai 1926 g.-dekabr' 1932 g., t. podgotov. A. Zatorskij, per. inoâz. tekstov vypolnen: N. G. Vladimirovskoj, Moskva: Akademiâ nauk SSSR 1967.
- Polska lewica wojskowa w Rosji w okresie rewolucji 1917–1918, Warszawa: „Książka i Wiedza” 1971.